# Осло-Центральне (станція)
59°54′40″ пн. ш. 10°45′12″ сх. д. / 59.9111° пн. ш. 10.7533° сх. д.
Осло-Центральне (норв. Oslo sentralstasjon) — головна залізнична станція Осло та найбільша залізнична станція всієї норвезької залізничної мережі. 
Має пересадку на метростанцію Єрнбанеторгет. 
Це кінцева станція ліній Драмменбанен, Гардермуенбанен, Йовікбанен, Говедбанен та Естфоллбанен. 
Обслуговує експрес, регіональні та місцеві залізничні перевезення чотирма компаніями. 
Залізничною станцією керує Bane NOR, а її дочірня компанія з нерухомості Bane NOR Eiendom володіє станцією, і була відкрита в 1980 році.
Осло-Центральне було побудовано на місці старої станції Осло-Східне (Oslo Østbanestasjon, Oslo Ø), поєднання колишньої східної і західної станцій стало можливим після відкриття Осло-тунелю. 
Осло-Центральне має 19 колій, 13 з яких мають сполучення через Осло-тунель. 
Станція має два вокзали: будівлю старого вокзалу Осло-Східне та новіший головний вокзал Осло-Центральне. 
У кожному вокзалі розташований великий торговий центр. 
Площа перед вокзалом має назву Єрнбанеторгет.

## Сервіс
Чотири залізничні компанії пропонують комбінацію швидкісних, регіональних і приміських поїздів на додаток до послуги Flytoget (швидкісний поїзд до аеропорту).
- Експреси курсують до Бергену, Крістіансанну, Ставангеру і Тронгейму, а також до Стокгольма в Швеції. Послуги надаються всередині країни компанією Vy[en] поїздами Class 73[en], а у Швеції компанією SJ AB, поїздами SJ X2000. Денні поїзди курсують тричі на день всередині країни і один раз до Стокгольма. Нічні поїзди також курсують до всіх чотирьох міст, згаданих раніше.
- Регіональні поїзди курсують до Шієна, Ліллегаммера, Йовіка, Галдена, Карлстада та Гетеборга. Послуги надаються «Vy» потягами NSB Class 70[en] (Шієн – Ліллегаммер), NSB Class 73 (Галден – Гетеборг) та Vy Gjøvikbanen[en] потягами NSB Class 69[en] до Йовіка. Шведський «PTA Värmlandstrafik», яким управляє «Merresor», використовує потяги X53 «Regina» на лінії Осло – Карлстад.
- Аеропорт-експрес до аеропорту Осло-Гардермуен, використовуючи потяги GMB Class 71[en]. Це єдиний швидкісний поїзд у Норвегії, яким управляє «Flytoget».
- Місцеві потяги під орудою «Vy» і «Vy Gjøviksbanen», використовують потяги NSB Class 69[en] і NSB Class 72[en].

## Колії
Станція має 19 колій.
Колії 2–12 мають сполучення через Осло-тунель, що прямує на захід. 
Усі місцеві поїзди використовують тунель, а отже, ці колії. 
Через правосторонній рух, зазвичай колії 2–7 використовуються для поїздів, що прямують на захід, колії 7–12 для поїздів, що прямують із тунелю на схід або південь, а колії 13–19 для поїздів, що прямують зі станції на схід або південь.

## Пересадки
Осло-Центральне та Єрнбанеторгет — найбільший транспортний вузол Норвегії, що обслуговується автобусами, трамваями та метро.
- Пересадка на всі п'ять ліній метро можно здійснити через станцію метро Єрнбанеторгет
- Трамваї та деякі міські автобуси зупиняються біля вокзалу на Єрнбанеторгет
- Автовокзал[en] міжміського сполучення розташовані за 200 метрів від залізничної станції.